# إيبن بوميروي كولتون
إيبن بوميروي كولتون (بالإنجليزية: Eben Pomeroy Colto)‏هو سياسي أمريكي، ولد في 11 فبراير 1829 في ويست فيرلي في الولايات المتحدة، وتوفي في 10 سبتمبر 1895 في أيراسبورغ في الولايات المتحدة. نشط حزبياً في الحزب الجمهوري. وقد انتخب عضو مجلس ولاية فيرمونت ‏ وانتخب عضو مجلس نواب فيرمونت ‏.